# Calamagrostis cordechii
Calamagrostis cordechii är en gräsart som beskrevs av Rafaël Herman Anna Govaerts. Calamagrostis cordechii ingår i släktet rör, och familjen gräs.
Artens utbredningsområde är Bolivia. Inga underarter finns listade i Catalogue of Life.